# آرتی ارابه‌ران
آرتی ارابه‌ران یک ستاره است که در صورت فلکی ارابه‌ران قرار دارد.